# Leposavić
Leposavić (serb.- cyrylica Лепосавић, alb. Leposaviq lub Albaniku) – miasto w północnym Kosowie (region Mitrovica). Szacowana liczba mieszkańców w 2011 roku wynosiła 3702 osoby. Burmistrzem miasta jest Lulzim Hetemi, który wygrał w zbojkotowanych przez Serbów wyborach w 2023 roku.